# Frédéric Le Peutrec
Frédéric Le Peutrec (París, 20 de junio de 1965) es un deportista francés que compitió en vela en la clase Tornado.
Ganó una medalla de bronce en el Campeonato Mundial de Tornado de 1992. Participó en los Juegos Olímpicos de Atlanta 1996, ocupando el sexto lugar en la clase Tornado.

## Palmarés internacional
| \| Campeonato Mundial \| Campeonato Mundial \| Campeonato Mundial \| Campeonato Mundial \| \| Año \| Lugar \| Medalla \| Clase \| \| ------------------ \| ------------------ \| ------------------ \| ------------------ \| \| 1992 \| Perth (Australia) \| Medalla de bronce \| Tornado \| |                   |                   |         |
| Campeonato Mundial |                   |                   |         |
| Año | Lugar             | Medalla           | Clase   |
| 1992 | Perth (Australia) | Medalla de bronce | Tornado |